# Америка (Пропрія)
«Америка» (порт. América) — бразильський футбольний клуб, який базується в муніципалітеті Пропрія, штат Сержипі. Заснований 8 серпня 1942 року гравцями «СК Пропрія» які були незгодні зі своїм клубом.